# Kärnreaktion
En kärnreaktion är en ämnesomvandling där en atomkärna, genom att reagera med en annan partikel, genomgår en förändring och bildar en eller flera produkter. Detta kan vara en ny isotop, ett nytt grundämne, eller nya elementarpartiklar. Detta fenomen är både kärnkemiskt och kärnfysikaliskt. Den kemiska aspekten berör själva ämnesomvandlingen och den fysikaliska aspekten berör energiförändringar och potentiell strålning som emitterar från processen.
Exempel på kärnreaktioner kan vara att en neutron absorberas av en kärna medan en alfapartikel lämnar den ((n,α)-reaktion) eller att en proton absorberas varpå gammastrålning lämnar kärnan ((p,γ)-reaktion).
Kärnreaktioner sker bland annat i atmosfären där till exempel kol-14 bildas ((n,p)-reaktion för kväve-14) med hjälp av neutroner från den kosmiska strålningen. Kärnreaktioner för användning i forskningssyften eller i industriella syften sker företrädesvis genom bestrålning i kärnreaktorer (neutronbestrålning) eller i partikelacceleratorer. Den svenska produktionen av radionuklider i en av reaktorerna på anläggningen Studsvik utanför Nyköping upphörde 2005.
Olika typer av kärnreaktioner är: 
- fission : T.ex. ²³⁵U + n → ²³⁶U → ⁹²Kr + ¹⁴¹Ba + 3 n
- kärnfusion : T.ex.  ¹²C + ¹H → ¹³N
- sönderfall : T.ex.  ²³⁸U →  ²³⁴Th + α

## Skillnader mellan kemiska reaktioner och kärnreaktioner
- Ett exempel på en tydlig skillnad mellan en vanlig kemisk reaktion och en kärnreaktion är att en vanlig kemisk reaktion kan ej ändra en atomkärnas massa, men denna regel gäller ej kärnreaktioner. Tvärtom är det nästan oundvikligt att massan förändras.
- En annan skillnad är att mängden energi som frigörs vid en kärnreaktion är ofantligt större och härstammar från attraktionen mellan protoner och neutroner i kärnan som hålls ihop av den starka kärnkraften, och inte från den elektrostatiska attraktionen mellan protoner och elektroner såsom i en kemisk bindning. Samtidigt krävs det dock också en mycket större mängd aktiveringsenergi för att starta en kärnreaktion än en vanlig kemisk reaktion, ett undantag är dock naturligt sönderfall.
- I en vanlig kemisk reaktion kan inga nya partiklar skapas förutom fotoner när atomer exciteras vilket kallas kemiluminiscens. I en kärnreaktion däremot så kan nya partiklar skapas såsom antineutrinon till exempel.
- En vanlig kemisk reaktion kan teoretiskt sett involvera hur många atomer som helst, men i en kärnreaktion så är fokus alltid på den enskilda atomens kärna. Dessa olika reaktioners formler är dock kompatibla och i en disciplin inom kärnkemin kallad strålningskemi där man studerar kärnreaktioners radioaktiva påverkan hos kemiska reaktioner så är överlapp nödvändigt.